# Березин, Сергей Евгеньевич (конькобежец)
Сергей Евгеньевич Березин  — советский конькобежец, заслуженный мастер спорта СССР. 

## Биография
Тренировался у В. Акилова. 
 Чемпион СССР 1980 года в классическом многоборье, серебряный (1985) и бронзовый призёр (1986) в многоборье . Неоднократный призёр первенств СССР на отдельных дистанциях (1500, 5000 и 10000 м). 
На  чемпионате мира 1981 года выиграл забег на 10000 м.
Участник трёх Олимпийских игр (1980, 1984, 1988) .  
В 1980 году был 15-м и 10-м на 5000 и 10000 м. 
В 1984 году упал в забеге на 5000 м и показал 32-й результат. 
В 1988 году показал 23-й результат на 5000 м и был 9-м на 10000 м.